# ぎょしゃ座イータ星
ぎょしゃ座η星（英語: Eta Aurigae）は、ぎょしゃ座にある3等星の恒星である。

## 概要
視等級は3.18等で、ヒッパルコス衛星によって求められた年周視差の値に基づくと、地球からは約243光年離れている。
ぎょしゃ座η星は、太陽よりも大きな恒星で、質量は太陽の約5倍、半径は約3倍である。スペクトル型はB3V型であり、中心部で水素による核融合反応が起きている、主系列星の段階にある。明るさは太陽の955倍であり、表面温度は17,201Kになる。自転速度は95km/sで、その値に基づくと、自転周期が1.8日になる。年齢は3,900万年とされている。

## 名称
固有名は、ラテン語で「小山羊」を意味するハエドゥス (Haedus) 。紀元前3世紀に活躍した古代ギリシアの詩人アラトスによると、ぎょしゃ座η星とζ星は、クロノスから逃れてクレタ島のイディ山に隠れていた幼少時のゼウスに乳を与えて育てた山羊アマルテイアであるとされる。そのため、古代ギリシアでは「小山羊たち」を意味するΕριφοι（エリフォイ）と呼ばれた。後にラテン語で同じく「小山羊たち」を意味する Haedi（ハエディ）と呼ばれ、ζ星とη星はそれぞれ「小山羊」を意味する単数形の Hoedus I（ホエドゥス・プリムス）、Hoedus II（ホエドゥス・セクンドゥス）、あるいは Haedus I （ハエドゥス・プリムス）、Haedus II （ハエドゥス・セクンドゥス）と呼ばれた。2017年6月30日、国際天文学連合の恒星の固有名に関するワーキンググループは、Haedus をぎょしゃ座η星の固有名として正式に承認した。
また、アラビア語で「（馭者の）手首」を意味するالمِعْصَم、al-micşamに由来する Mahasimとも呼ばれたが、これは現在θ星の固有名とされている。
中国では、η星はε星、ζ星、υ星、ν星、τ星、χ星、26番星と共に「柱(Zhù)」という星官を成している。η星は、その3番目の恒星とされているため、柱三と呼ばれる。